# Chile en los Juegos Olímpicos de Londres 2012
La participación de Chile en los Juegos Olímpicos de Londres 2012 fue la vigesimosegunda actuación olímpica de ese país y la decimoséptima oficialmente organizada por el Comité Olímpico de Chile (COCh). La delegación chilena estuvo compuesta de 35 deportistas —21 hombres (60%) y 14 mujeres (40%)— que compitieron en 17 de los 26 deportes reconocidos por el Comité Olímpico Internacional (COI) en los Juegos Olímpicos de verano.
La abanderada de Chile en la ceremonia de apertura fue la arquera Denisse van Lamoen, elegida por votación popular, quien se convirtió en latercera mujer en llevar la bandera chilena en unos Juegos Olímpicos de verano, tras la atleta Marlene Ahrens (Melbourne 1956 y Roma 1960) y la nadadora Kristel Köbrich (Atenas 2004). Fue la primera vez, desde Atlanta 1996, que la delegación chilena no obtiene una medalla.

## Deportistas

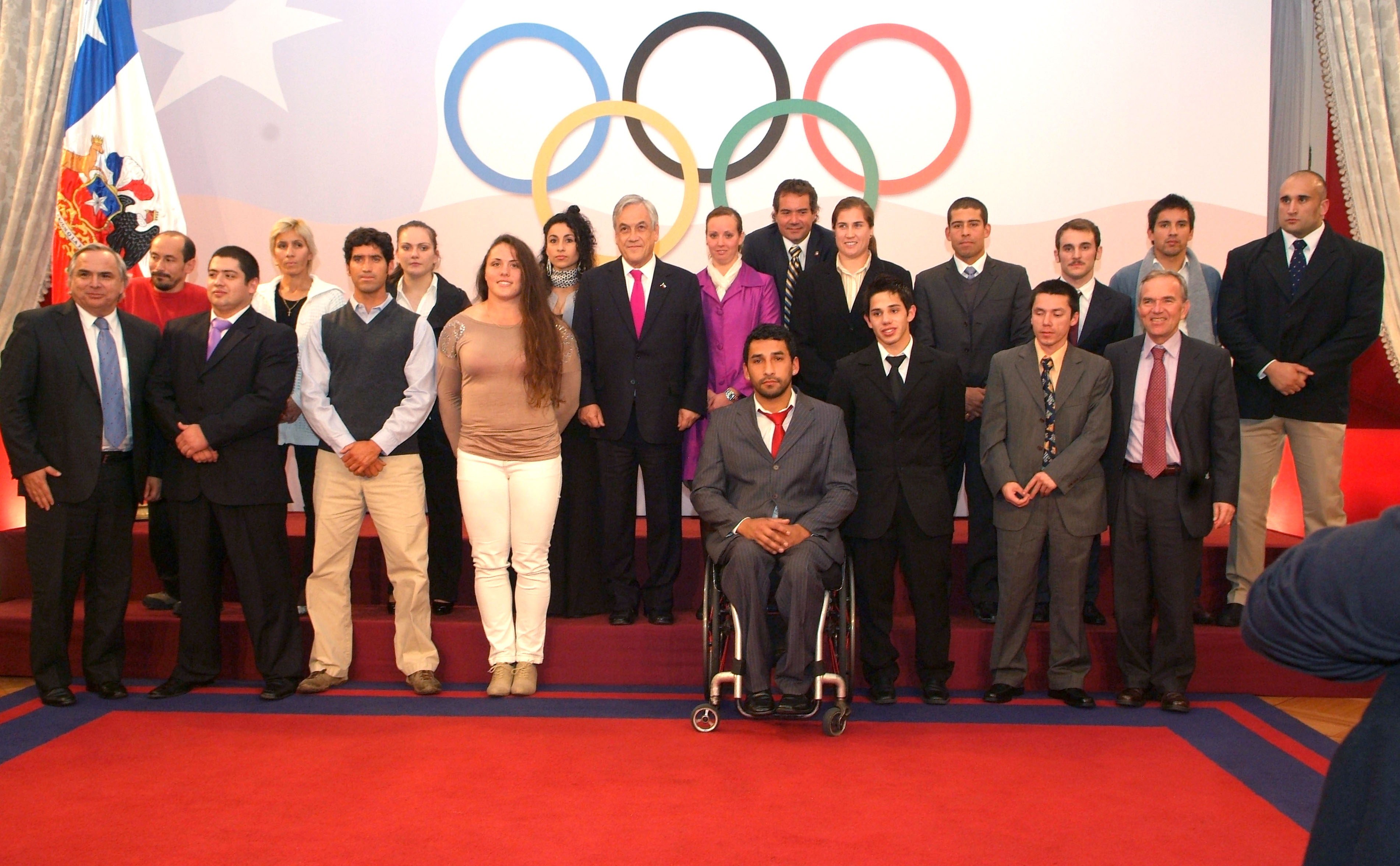
Despedida del gobierno de Chile a varios de los deportistas de ese país que participaron en los Juegos Olímpicos de Londres 2012.

Los deportistas chilenos que obtuvieron un cupo para participar en Londres 2012 fueron:
| - Atletismo (8): - Edward Araya (marcha) - Yerko Araya (marcha) - Gonzalo Barroilhet (decatlón) - Natalia Duco (bala) - Karen Gallardo (disco) - Érika Olivera (maratón) - Cristián Reyes (200 metros) - Natalia Romero (maratón) - Ciclismo (3): - Gonzalo Garrido - Luis Mansilla - Paola Muñoz - Equitación (4): - Equipo de salto ecuestre (Rodrigo Carrasco, Tomás Couve, Carlos Milthaler y Samuel Parot) - Esgrima (2): - Cáterin Bravo - Paris Inostroza - Gimnasia (2): - Simona Castro - Tomás González - Halterofilia (2): - Jorge Eduardo García - María Fernanda Valdés | - Judo (1): - Alejandro Zúñiga - Lucha grecorromana (1): - Andrés Ayub - Natación (1): - Kristel Köbrich - Pentatlón moderno (1): - Esteban Bustos - Remo (1): - Óscar Vásquez - Taekwondo (1): - Yenny Contreras - Tenis de mesa (1): - Berta Rodríguez - Tiro (1): - Francisca Crovetto (skeet) - Tiro con arco (1): - Denisse van Lamoen - Triatlón (2): - Bárbara Riveros - Felipe van de Wyngard - Vela (3): - Matías del Solar - Diego González - Benjamín Grez |

## Diplomas olímpicos
| Nombre                | Deporte      | Evento             | Posición  | Fecha       |
| --------------------- | ------------ | ------------------ | --------- | ----------- |
| Francisca Crovetto    | Tiro         | Skeet femenino     | 8º puesto | 29 de julio |
| María Fernanda Valdés | Halterofilia | Femenino 75 kg     | 6º puesto | 3 de agosto |
| Tomás González        | Gimnasia     | Suelo              | 4º puesto | 5 de agosto |
| Tomás González        | Gimnasia     | Salto              | 4º puesto | 6 de agosto |
| Natalia Ducó          | Atletismo    | Lanzamiento - Bala | 7º puesto | 6 de agosto |

## Detalle por deporte

### Atletismo

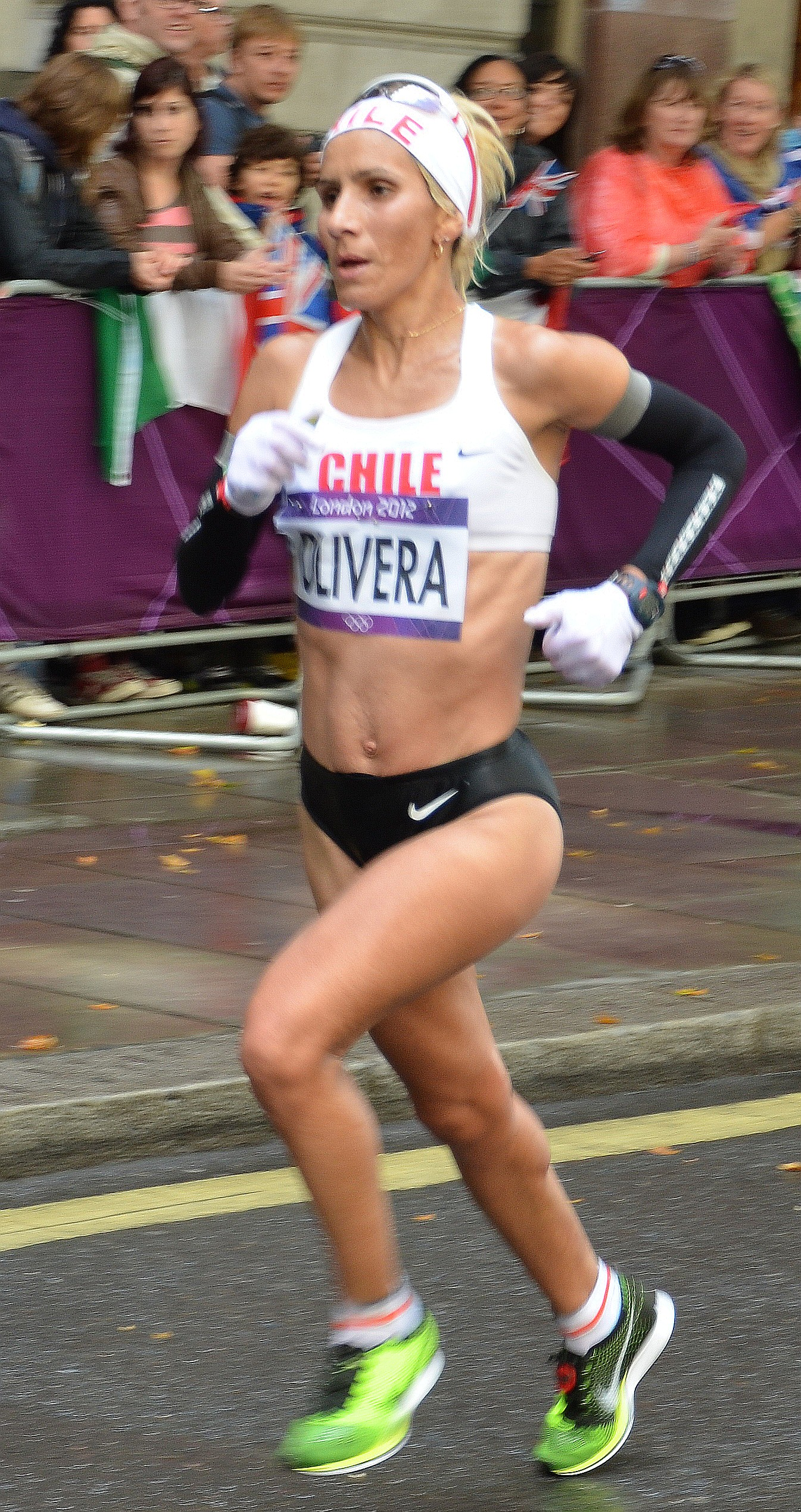
La maratonista Érika Olivera cumplió su cuarta asistencia a los Juegos Olímpicos en Londres 2012, tras haber asistido a las citas de 1996, 2000 y 2004. Igual récord cumplieron en estos Juegos la tenimesista Berta Rodríguez y el esgrimista Paris Inostroza.

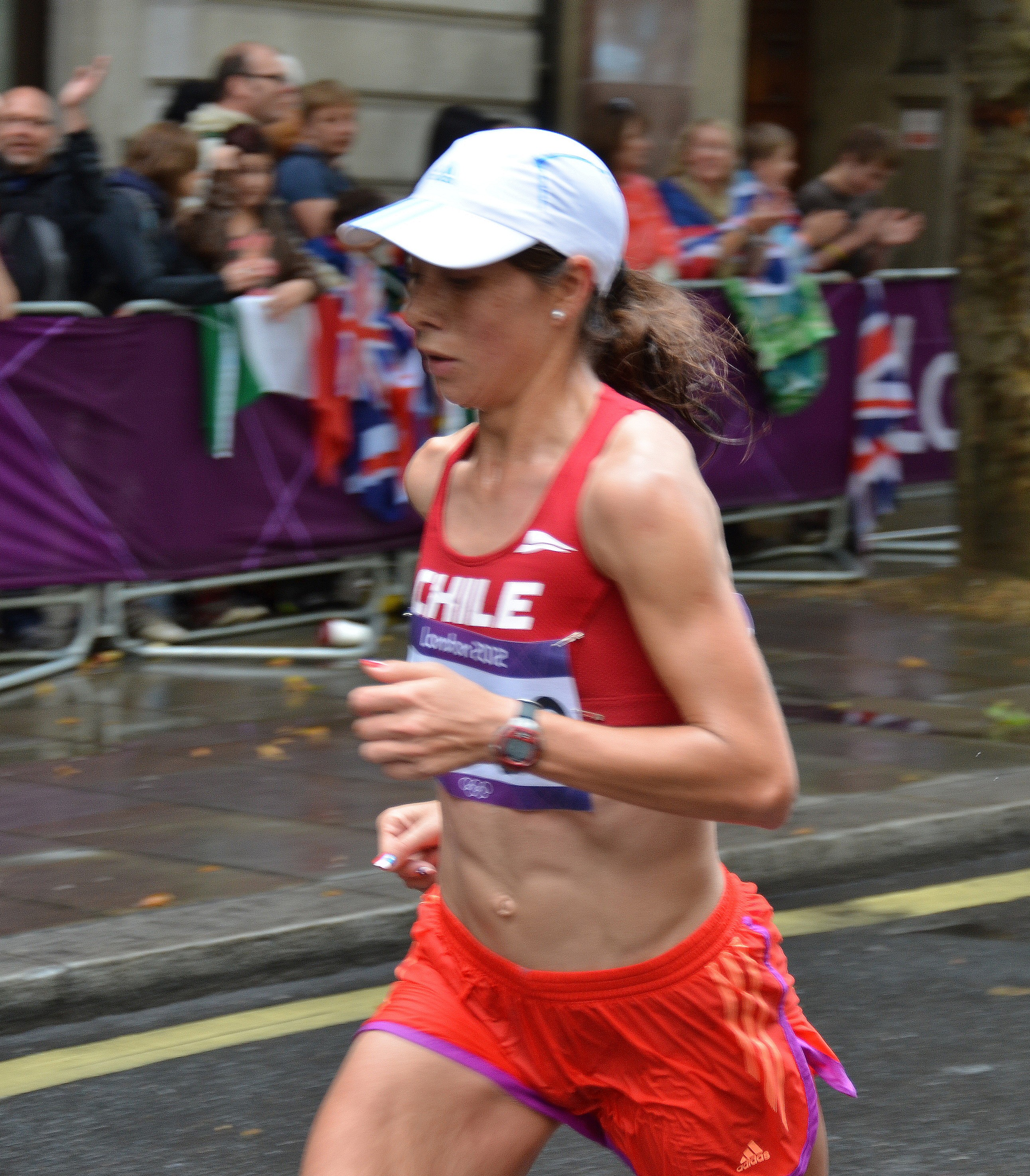
Natalia Romero Jaramillo en la maratón.

Podrán competir como máximo tres atletas en cada prueba que hayan obtenido la mínima A; en caso de que en alguna prueba ninguno haya alcanzado esta marca, pero sí haya uno o más con la mínima B, entonces podrá participar únicamente un atleta con este tipo de marca.
Eventos de carrera
Masculino
| Atleta         | Evento | Preliminares | Preliminares | Semifinal | Semifinal | Final     | Final |
| Atleta         | Evento | Resultado    | Lugar        | Resultado | Lugar     | Resultado | Lugar |
| -------------- | ------ | ------------ | ------------ | --------- | --------- | --------- | ----- |
| Cristián Reyes | 200 m  | 21.29        | 49.º         | -         | -         | -         | -     |

| Atleta       | Evento       | Resultado     | Lugar         |
| ------------ | ------------ | ------------- | ------------- |
| Yerko Araya  | 20 km marcha | 1:25:27       | 41.º          |
| Edward Araya | 50 km marcha | Descalificado | Descalificado |

Femenino
| Atleta         | Evento  | Resultado | Lugar |
| -------------- | ------- | --------- | ----- |
| Erika Olivera  | Maratón | 2:36:41   | 64.°  |
| Natalia Romero | Maratón | 2:37:47   | 69.°  |

Eventos combinados – Decatlón
| Atleta             | Evento    | 100 m lisos | Salto largo | Lanzam. peso | Salto de altura | 400 m lisos | 110 m vallas | Lanzam. disco | Salto c/pértiga | Jabalina   | 1500m lisos  | Final | Lugar |
| ------------------ | --------- | ----------- | ----------- | ------------ | --------------- | ----------- | ------------ | ------------- | --------------- | ---------- | ------------ | ----- | ----- |
| Gonzalo Barroilhet | Resultado | 25.º 11.18  | 28.º 6.80   | 13.º 14.49   | 4.º 2.05        | 27.º 51.07  | 5.º 14.12    | 25.º 41.27    | 1.º 5.40        | 18.º 57.25 | 20.º 4:48.23 | 7972  | 13.º  |
| Gonzalo Barroilhet | Puntos    | 821         | 767         | 758          | 850             | 766         | 959          | 690           | 1035            | 697        | 629          | 7972  | 13.º  |

Eventos de lanzamiento
| Atleta         | Evento | Calificación | Calificación | Final     | Final    |
| Atleta         | Evento | Distancia    | Posición     | Distancia | Posición |
| -------------- | ------ | ------------ | ------------ | --------- | -------- |
| Natalia Duco   | Bala   | 18.45        | 12.º         | 18.80     | 8.º      |
| Karen Gallardo | Disco  | 60.09        | 21.º         | -         | -        |

### Ciclismo

#### Ruta
| Atleta          | Evento         | Tiempo      | Lugar       |
| --------------- | -------------- | ----------- | ----------- |
| Gonzalo Garrido | Ruta masculino | 5:46:37     | 72.º        |
| Paola Muñoz     | Ruta femenino  | No finalizó | No finalizó |

#### Pista
| Atleta        | Evento | Vuelta lanzada | Vuelta lanzada | Carrera por puntos | Carrera por puntos | Eliminación | Persecución individual | Persecución individual | Scratch       | Scratch | Contrarreloj | Contrarreloj | Total Puntos | Lugar |
| Atleta        | Evento | Tiempo         | Lugar          | Puntos             | Lugar              | Lugar       | Contrincante Resultado | Lugar                  | Vueltas atrás | Lugar   | Tiempo       | Lugar        | Total Puntos | Lugar |
| ------------- | ------ | -------------- | -------------- | ------------------ | ------------------ | ----------- | ---------------------- | ---------------------- | ------------- | ------- | ------------ | ------------ | ------------ | ----- |
| Luis Mansilla | Omnium | 14.270         | 18.°           | -40                | 18.°               | 16.°        | 4:53.230               | 18.°                   | -1            | 16.º    | 1:08.517     | 18.º         | 104          | 18.º  |

### Equitación
Salto
| Carlos Milthaler                                                  | Hijo Altanero        | Individual | 4  | 42.º | 8  | 12 | 56.° | - | - | - | - | - | - | - | - | - | - | - | - | - | - | - | - |
| Rodrigo Carrasco                                                  | Or De La Charboniere | Individual | 5  | 53.º | 17 | 22 | 61.° | - | - | - | - | - | - | - | - | - | - | - | - | - | - | - | - |
| Tomás Couve Correa                                                | Underwraps           | Individual | 6  | 58.º | 5  | 11 | 53.° | - | - | - | - | - | - | - | - | - | - | - | - | - | - | - | - |
| Samuel Parot                                                      | Al Calypso           | Individual | 8  | 60.º | 9  | 17 | 59.° | - | - | - | - | - | - | - | - | - | - | - | - | - | - | - | - |
| Rodrigo Carrasco Tomás Couve Correa Carlos Milthaler Samuel Parot | Ver arriba           | Equipos    | 22 | 15.° | -  | -  | -    | - | - | - | - | - | - | - | - | - | - | - | - | - |   |   |   |

### Esgrima
| Atleta          | Evento                      | Ronda de 64          | Ronda de 32          | Ronda de 16          | Cuartos de final     | Semifinal            | Final                | Final |   |
| Atleta          | Evento                      | Contrincante Puntaje | Contrincante Puntaje | Contrincante Puntaje | Contrincante Puntaje | Contrincante Puntaje | Contrincante Puntaje | Lugar |   |
| --------------- | --------------------------- | -------------------- | -------------------- | -------------------- | -------------------- | -------------------- | -------------------- | ----- | - |
| Paris Inostroza | Espada individual masculino | Heinzer 2-15         | -                    | -                    | -                    | -                    | -                    | -     | - |
| Cáterin Bravo   | Espada individual femenino  | Lawrence 12-15       | -                    | -                    | -                    | -                    | -                    | -     | - |

### Gimnasia

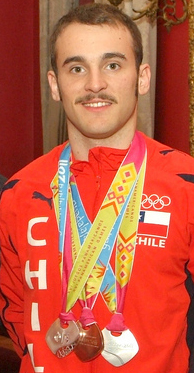
Tomás González (en la foto) y Simona Castro fueron los primeros chilenos en participar en gimnasia artística en instancias olímpicas.

#### Artística
Masculino
| Atleta         | Aparato | Calificación | Calificación | Calificación | Calificación | Final     | Final     | Final  | Final |
| Atleta         | Aparato | Intento 1    | Intento 2    | Total        | Lugar        | Intento 1 | Intento 2 | Total  | Lugar |
| -------------- | ------- | ------------ | ------------ | ------------ | ------------ | --------- | --------- | ------ | ----- |
| Tomás González | Suelo   | 15.533       | —            | 15.533       | 6.º          | 15.366    | —         | 15.366 | 4.º   |
| Tomás González | Salto   | 16.433       | 15.866       | 16.149       | 3.º          | 16.400    | 15.966    | 16.183 | 4.°   |

Femenino
| Atleta        | Evento     | Aparato     | Aparato            | Aparato             | Aparato     | Calificación | Calificación | Aparato | Aparato            | Aparato             | Aparato | Final | Final |
| Atleta        | Evento     | Salto       | Barras asimétricas | Barra de equilibrio | Suelo       | Total        | Lugar        | Salto   | Barras asimétricas | Barra de equilibrio | Suelo   | Total | Lugar |
| ------------- | ---------- | ----------- | ------------------ | ------------------- | ----------- | ------------ | ------------ | ------- | ------------------ | ------------------- | ------- | ----- | ----- |
| Simona Castro | All-around | 13.666 56.º | 12.266 68.º        | 12.400 57.º         | 12.600 66.º | 50.932       | 43.º         | -       | -                  | -                   | -       | -     | -     |

### Halterofilia
| Atleta                | Evento           | Arrancada | Arrancada | Dos tiempos | Dos tiempos | Total | Lugar |
| Atleta                | Evento           | Resultado | Lugar     | Resultado   | Lugar       | Total | Lugar |
| --------------------- | ---------------- | --------- | --------- | ----------- | ----------- | ----- | ----- |
| Jorge Eduardo García  | Masculino 105 kg | 150       | 15.º      | 191         | 13.º        | 341   | 12.º  |
| María Fernanda Valdés | Femenino 75 kg   | 96        | 10.°      | 127         | 8.°         | 223   | 6.°   |

### Judo
| Atleta           | Evento          | Ronda de 64            | Ronda de 32               | Ronda de 16            | Cuartos de final       | Semifinal              | Repechaje 1            | Repechaje 2            | Final                  | Final |
| Atleta           | Evento          | Contrincante Resultado | Contrincante Resultado    | Contrincante Resultado | Contrincante Resultado | Contrincante Resultado | Contrincante Resultado | Contrincante Resultado | Contrincante Resultado | Lugar |
| ---------------- | --------------- | ---------------------- | ------------------------- | ---------------------- | ---------------------- | ---------------------- | ---------------------- | ---------------------- | ---------------------- | ----- |
| Alejandro Zúñiga | Masculino 66 kg | Exento                 | Shavdatuashvili 0101-0002 | -                      | -                      | -                      | -                      | -                      | -                      | -     |

### Lucha
Lucha grecorromana masculina
| Atleta      | Evento           | Calificación           | Ronda de 16            | Cuartos de final       | Semifinal              | Repechaje 1            | Repechaje 2            | Final                  | Final |
| Atleta      | Evento           | Contrincante Resultado | Contrincante Resultado | Contrincante Resultado | Contrincante Resultado | Contrincante Resultado | Contrincante Resultado | Contrincante Resultado | Lugar |
| ----------- | ---------------- | ---------------------- | ---------------------- | ---------------------- | ---------------------- | ---------------------- | ---------------------- | ---------------------- | ----- |
| Andrés Ayub | Masculino 120 kg | Exento                 | Pherselidze 3-0        | -                      | -                      | -                      | -                      | -                      | -     |

### Natación
Femenino
| Atleta          | Evento             | Preliminares | Preliminares | Final  | Final |
| Atleta          | Evento             | Tiempo       | Lugar        | Tiempo | Lugar |
| --------------- | ------------------ | ------------ | ------------ | ------ | ----- |
| Kristel Köbrich | 400 m estilo libre | 4:12.02      | 24.º         | -      | -     |
| Kristel Köbrich | 800 m estilo libre | 8:29.55      | 14.°         | -      | -     |

### Pentatlón moderno
| Atleta         | Evento    | Esgrima (espada a toque único) | Esgrima (espada a toque único) | Esgrima (espada a toque único) | Natación (200 m estilo libre) | Natación (200 m estilo libre) | Natación (200 m estilo libre) | Equitación (salto ecuestre) | Equitación (salto ecuestre) | Equitación (salto ecuestre) | Combinado: tiro/atletismo (10 m pistola de aire)/(3000 m) | Combinado: tiro/atletismo (10 m pistola de aire)/(3000 m) | Combinado: tiro/atletismo (10 m pistola de aire)/(3000 m) | Combinado: tiro/atletismo (10 m pistola de aire)/(3000 m) | Total puntos | Lugar final |
| Atleta         | Evento    | Resultados                     | Lugar                          | Puntos                         | Tiempo                        | Lugar                         | Puntos                        | Penalizaciones              | Lugar                       | Puntos                      | Shooting Lugar                                            | Tiempo                                                    | Lugar                                                     | Puntos                                                    | Total puntos | Lugar final |
| -------------- | --------- | ------------------------------ | ------------------------------ | ------------------------------ | ----------------------------- | ----------------------------- | ----------------------------- | --------------------------- | --------------------------- | --------------------------- | --------------------------------------------------------- | --------------------------------------------------------- | --------------------------------------------------------- | --------------------------------------------------------- | ------------ | ----------- |
| Esteban Bustos | Masculino | 15-20                          | 25                             | 760                            | 2:10.52                       | 27                            | 1236                          | 40                          | 10                          | 1160                        | 0                                                         | +21.80                                                    | 10                                                        | 2448                                                      | 5604         | 18.º        |

### Remo
Masculino
| Atleta        | Evento           | Preliminares | Preliminares | Repechaje | Repechaje | Cuartos de final | Cuartos de final | Semifinal | Semifinal | Final   | Final |
| Atleta        | Evento           | Tiempo       | Lugar        | Tiempo    | Lugar     | Tiempo           | Lugar            | Tiempo    | Lugar     | Tiempo  | Lugar |
| ------------- | ---------------- | ------------ | ------------ | --------- | --------- | ---------------- | ---------------- | --------- | --------- | ------- | ----- |
| Óscar Vásquez | Scull individual | 7:06.33      | 25.º         | 7:09.12   | 5.°       | 7:24.07          | 23.°             | 7:57.36   | 22.°      | 7:36.79 | 23.°  |

### Taekwondo
| Atleta          | Evento          | Ronda preliminar       | Cuartos de final       | Semifinal              | Repechaje 1            | Repechaje 2            | Final                  | Final |
| Atleta          | Evento          | Contrincante Resultado | Contrincante Resultado | Contrincante Resultado | Contrincante Resultado | Contrincante Resultado | Contrincante Resultado | Lugar |
| --------------- | --------------- | ---------------------- | ---------------------- | ---------------------- | ---------------------- | ---------------------- | ---------------------- | ----- |
| Yenny Contreras | Femenino -57 kg | Harnois 3-14           | -                      | -                      | -                      | -                      | -                      | -     |

### Tenis de mesa
| Atleta          | Evento           | Ronda preliminar       | Ronda 1                | Ronda 2                | Ronda 3                | Ronda 4                | Cuartos de final       | Semifinal              | Final                  | Final |
| Atleta          | Evento           | Contrincante Resultado | Contrincante Resultado | Contrincante Resultado | Contrincante Resultado | Contrincante Resultado | Contrincante Resultado | Contrincante Resultado | Contrincante Resultado | Lugar |
| --------------- | ---------------- | ---------------------- | ---------------------- | ---------------------- | ---------------------- | ---------------------- | ---------------------- | ---------------------- | ---------------------- | ----- |
| Berta Rodríguez | Femenino singles | Exenta                 | Tian Y 4-0             | -                      | -                      | -                      | -                      | -                      | -                      | -     |

### Tiro
| Atleta             | Evento         | Calificación | Calificación | Final  | Final |
| Atleta             | Evento         | Puntos       | Lugar        | Puntos | Lugar |
| ------------------ | -------------- | ------------ | ------------ | ------ | ----- |
| Francisca Crovetto | Skeet femenino | 66           | 8.º          | -      | -     |

### Tiro con arco

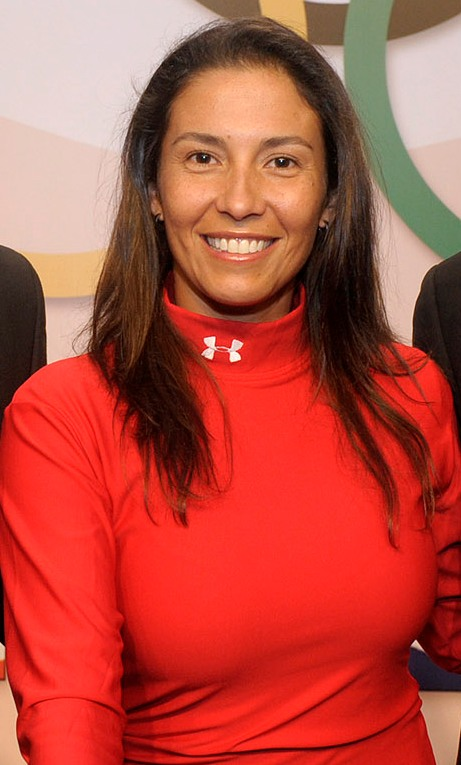
La arquera Denisse van Lamoen fue la abanderada de Chile en Londres 2012. Obtuvo su cupo en el Campeonato mundial de tiro con arco al aire libre de 2011, donde resultó campeona.

| Atleta             | Evento              | Lugar en ronda | Lugar en ronda | Ronda de 64            | Ronda de 32            | Ronda de 16            | Cuartos de final       | Semifinal              | Final                  | Final |
| Atleta             | Evento              | Puntaje        | Seed           | Contrincante Resultado | Contrincante Resultado | Contrincante Resultado | Contrincante Resultado | Contrincante Resultado | Contrincante Resultado | Lugar |
| ------------------ | ------------------- | -------------- | -------------- | ---------------------- | ---------------------- | ---------------------- | ---------------------- | ---------------------- | ---------------------- | ----- |
| Denisse van Lamoen | Femenino individual | 645            | 31             | Esebua 3-0             | -                      | -                      | -                      | -                      | -                      | -     |

### Triatlón
| Atleta                | Evento    | Natación (1.5 km) | Trans 1 | Bicicleta (40 km) | Trans 2 | Corrida (10 km) | Total   | Lugar |
| --------------------- | --------- | ----------------- | ------- | ----------------- | ------- | --------------- | ------- | ----- |
| Felipe van de Wyngard | Masculino | 18:53             | 19:34   | 1:18:26           | 1:18:59 | 1:44:24         | 1:53:02 | 50.º  |
| Bárbara Riveros       | Femenino  | 19:44             | 20:22   | 1:27:25           | 1:28:00 | 1:53:45         | 2:02:15 | 16.°  |

### Vela
Masculino
| Atleta                             | Evento | Carrera    | Carrera      | Carrera      | Carrera      | Carrera      | Carrera      | Carrera      | Carrera      | Carrera      | Carrera      | Puntos | Lugar | Final | Lugar |
| Atleta                             | Evento | 1          | 2            | 3            | 4            | 5            | 6            | 7            | 8            | 9            | 10           | Puntos | Lugar | Final | Lugar |
| ---------------------------------- | ------ | ---------- | ------------ | ------------ | ------------ | ------------ | ------------ | ------------ | ------------ | ------------ | ------------ | ------ | ----- | ----- | ----- |
| Matías del Solar                   | Láser  | 16.º 58:48 | 32.º 1:00:08 | 25.° 1:05:22 | 43.° 1:07:16 | 20.° 1:01:03 | 17.° 59:18   | 50.° —       | 29.° 1:00:35 | 44.° 1:03:14 | 29.° 1:02:11 | 305    | 32.º  | -     | -     |
| Diego González Parro Benjamín Grez | 470    | 25.° 52:18 | 21.° 57:51   | 23.° 1:03:30 | 23.° 1:03:05 | 25.° 1:08:37 | 18.º 1:01:35 | 18.º 1:00:50 | 23.º 59:55   | 20.º 1:07:35 | 25.º 1:03:51 | 221    | 27.º  | -     | -     |

## Resultados destacados
El equipo chileno obtuvo 5 diplomas olímpicos en estos juegos.
El 28 de julio, el gimnasta Tomás González Sepúlveda se aseguró dos diplomas olímpicos al clasificar 3.º para la final de la prueba de salto y 6.º para la final de la prueba de suelo, resultado histórico para el deporte chileno, que por primera vez accede a dos finales olímpicas en gimnasia artística. El 5 de agosto, en la final de la prueba de suelo, González obtuvo un puntaje de 15.366 (dificultad: 6.500, ejecución: 8.866), quedando en el cuarto lugar bajo el chino Zou Kai, el japonés Kohei Uchimura y el ruso Denis Abliazin. El 6 de agosto, en la final de la prueba de salto, González obtuvo un puntaje promedio de 16.183 en sus dos saltos —el primero fue evaluado con un 16.400 (dificultad: 7.000, ejecución: 9.400); el segundo, con un 15.966 (dificultad: 6.600, ejecución: 9.366)—, quedando en el cuarto lugar tras el coreano Hak Seon Yang, el ruso Denis Abliazin y el ucraniano Igor Radivilov. Con dichos resultados, González se adjudicó sendos puestos premiados.
El 29 de julio, la tiradora Francisca Crovetto, pese a no pasar a la final del tiro skeet, se ubicó en el 8.° lugar entre 17 competidoras en la fase de clasificación.
El 3 de agosto, la halterófila María Fernanda Valdés se ubicó en el 6.° lugar en la final de la categoría de 75 kilos al levantar 96 kilos en la arrancada y 127 en los dos tiempos, totalizando 223 kilos.
El 6 de agosto, la atleta Natalia Ducó ocupó el 8.º puesto en el lanzamiento de peso con una mejor marca de 18,80 metros, nuevo récord chileno, rompiendo con sus lanzamientos (18,80, 18,70 y 18,62) dos veces su anterior mejor marca (18,65 m) en la final olímpica.